# Oscar Fernandes
Oscar Fernandes (Udupi, 27 marzo 1941 – Mangalore, 13 settembre 2021) è stato un politico indiano, membro del Congresso Nazionale Indiano e ministro del Lavoro e dell'Occupazione nel governo di Manmohan Singh.

## Biografia
Di fede cattolica, era sposato con Blossom Fernandes dal 1981 e aveva due figli. Rappresentò la sua città natale Udupi dal 1980 al 1996 nel Lok Sabha.